# Душейко Ірина Віталіївна
Іри́на Віта́ліївна Душéйко (нар. 28 листопада 1973, Київ) — українська хорова диригентка, художня керівниця та головна диригентка Народної хорової капели «Дніпро» Київського національного університету імені Тараса Шевченка.

## Життєпис
Навчалася у Київському музичному училищі імені Р. М. Глієра (тепер Київська муніципальна академія музики імені Рейнгольда Глієра) по класу хорового диригування (1993). У 1998 закінчила Київський національний університет культури та мистецтв, отримавши спеціальність «диригент народного хору». У 2001 закінчила аспірантуру Національного університету культури та мистецтв, відділення музичної педагогіки.
Навчалась у педагогів Г. Л. Горбатенко, Ю. Ю. Галатенко, М. Ю. Хардаєва, С. Є. Павлюченко, І. Я. Павленко.
З 1999 року — хормейстер Народної хорової капели «Дніпро» Молодіжного центру культурно-естетичного виховання Київського національного університету імені Тараса Шевченка.
З 2009 Ірина Душейко є художнім керівником народної хорової капели «Дніпро». Під її керівництвом втілено багато творчих проєктів, хор взяв участь у низці профільних міжнародних та вітчизняних фестивалях і конкурсах, здобувши десятки перемог, у т. ч. 2 гран-прі, 3 перших премії, 1 перше місце. За понад 170-літню історію керівниками хорового колективу були Микола Лисенко, Яків Калішевський, Олександр Кошиць, Кирило Стеценко, Яків Яциневич, Порфирій Демуцький.
З 2009 року, під керівництвом Ірини Душейко, хор:
- взяв участь у численних фестивалях і конкурсах в Україні, а також на гастролях у Німеччині, Франції, Італії, Словаччині, Польщі, Білорусі та ін.[3];
- здійснив записи трьох оригінальних компакт-дисків;
- з метою міжкультурного обміну хор організував у Києві низку культурно-мистецьких заходів за участі хорових колективів та музикантів з Німеччини, Великої Британії, Італії, Польщі, Еквадору[4] та Литви.

Під орудою Ірини Душейко капела "Дніпро"  підтримує українську культуру, мистецтво, демократичні цінності народу України, заспівала на сцені Майдану реквієм за загиблими під час Революції гідності, виконуючи українські пісні на державних масових заходах, організовуючи креативні мистецькі флешмоби, наповнюючи інформаційний простір українським контентом. 

## Цікаві факти
З ініціативи Ірини Душейко вперше в Україні прозвучав культовий твір Misa tango аргентинського композитора Мартина Палмері.